# كوريه (مقاطعة فومن)
كوريه (بالفارسية: کوریه) هي قرية تقع في غيلان في إيران. يقدر عدد سكانها بـ 101 نسمة بحسب إحصاء 2016.